# مردمان یوپیک

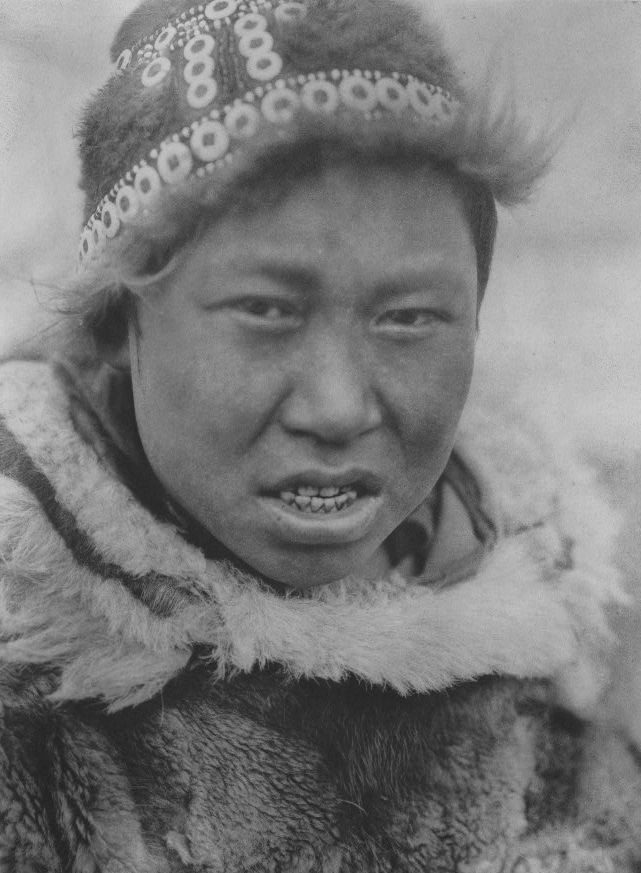
جوانی از هوپر بی در آلاسکای مرکزی، ۱۹۳۰

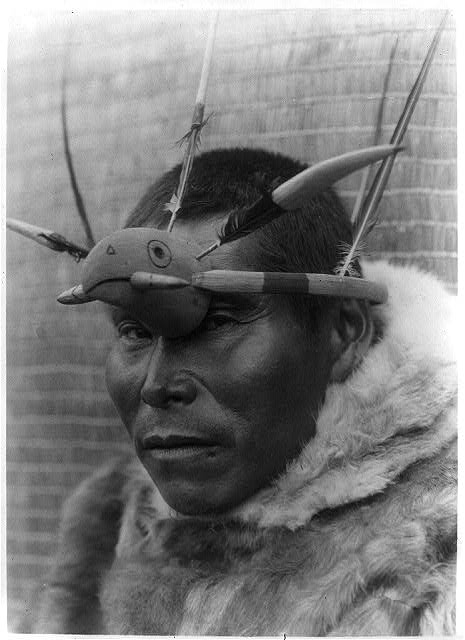
یک مرد نونیواک کوپ-ایگ با ماسک غراب

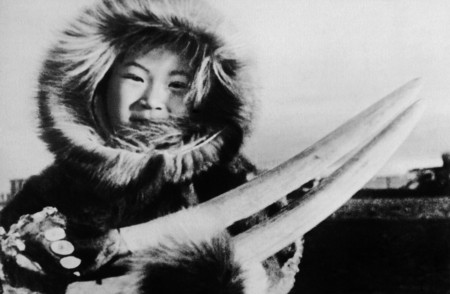
یک زن یوپیک سیبریایی با عاجهای گراز دریایی در دست، روسیه

یوپیک‌ها گروهی از مردمان بومی خاور دور روسیه و غرب، جنوب غرب و جنوب مرکزی آلاسکا هستند. آنها اسکیمو بوده و با مردمان اینوئیت و اینوپیات پیوند دارند.